# Positivismo letterario
Il positivismo letterario è la corrente letteraria che si affianca al movimento filosofico e sociologico del positivismo, conseguenza del momento storico che si sta vivendo e principalmente dello sviluppo capitalistico e più in generale dell'industrializzazione e la cui nascita ufficiale si deve al filosofo francese Auguste Comte.
Si contrappose al secondo romanticismo e al primo simbolismo, spesso riprendendo in poesia, dove produsse opere artisticamente inferiori alla prosa (con le dovute eccezioni), le forme del classicismo.
Nasce quindi una coscienza "positivista" che vede fondamento della fiducia nelle forze del progresso tecnologico e scientifico dell'uomo.
Questo ottimismo sfocia in un vero e proprio culto sfrenato della scienza e della tecnica, che presuppone quindi un rifiuto delle visioni di tipo metafisico, idealistico, religioso. La scienza diventa il modo di spiegare la realtà e di conoscerla, consentendo quindi di dominarla asservendola ai bisogni dell'uomo grazie alla tecnologia.
La cultura in questo periodo diventa dominante tra le classi dirigenti, i ceti medi e pure i ceti popolari.
La cultura positivistica si afferma nelle nazioni Europee economicamente più avanzate come Inghilterra, Francia e Germania, nella seconda metà dell'Ottocento anche in Italia. Questa cultura è basata sul piano economico e sociale:
- sul piano economico perché l'espansione della produzione e lo sfruttamento delle risorse naturali hanno bisogno di uno studio scientifico della realtà e delle sue applicazioni tecnologiche quindi sono importantissime le scoperte scientifiche;
- sul piano sociale perché si diffonde la cultura su larga scala, questo determina un clima di fiducia in Europa nelle forze dell'uomo e nella scienza e nella tecnologia; difatti la figura mitica del positivismo è lo scienziato a cui si affiancano il medico e l'ingegnere.[1]

In campo letterario si sviluppano a tale proposito movimenti di opposizione o di esaltazione del positivismo. 
In contrapposizione sono sicuramente i romantici, dai quali nascerà poi l'atteggiamento degli scapigliati che vedono un necessario ritorno all'ideale passato pur ammettendo la realtà circostante. 
Si forma però un filone che accomuna molte delle ideologie di questo periodo che è quello dei poeti del "vero": si inizia a narrare la realtà secondo una visione prettamente scientifica e razionale il più possibile, mostrandone oggettivamente se necessario tutta la sua bruttura e crudezza.

## Esponenti

### Scrittori
- Edmond e Jules de Goncourt
- Gustave Flaubert
- Guy de Maupassant (primo periodo)
- Joris-Karl Huysmans (primo periodo)
- Federico De Roberto
- Matilde Serao
- Emilio Bossi
- Emilio De Marchi
- Edmondo De Amicis
- Alfredo Oriani
- (Giovanni Verga)
- (Gabriele D’Annunzio)

### Poeti
- Mario Rapisardi
- Olindo Guerrini
- Emilio Praga e il movimento della scapigliatura (in parte, influenzati dal naturalismo francese)
- Felice Cavallotti
- Giacomo Zanella
- Vittorio Betteloni
- Giovanni Pascoli (decadente di formazione positivista)